# Danh sách đĩa nhạc của Mỹ Tâm
Phan Thị Mỹ Tâm (sinh ngày 16 tháng 1 năm 1981), thường được biết đến với nghệ danh Mỹ Tâm, là một nữ ca sĩ kiêm sáng tác nhạc, đạo diễn và diễn viên người Việt Nam. Sinh ra tại Đà Nẵng, cô sớm bộc lộ năng khiếu về âm nhạc và liên tiếp giành chiến thắng tại nhiều cuộc thi ca hát lớn nhỏ lúc còn ở độ tuổi thiếu niên. Cô khởi nghiệp ca hát bằng album đầu tay Mãi yêu (2001) và album kế tiếp Đâu chỉ riêng em (2002) không lâu sau khi tốt nghiệp thủ khoa tại trường Nhạc viện Thành phố Hồ Chí Minh. Album phòng thu thứ ba, Yesterday & Now (2003) giúp cô lập kỷ lục về doanh số bán ra tại thị trường trong nước.
Trong những năm còn lại của thập niên 2000, Mỹ Tâm phát hành một chuỗi các sản phẩm âm nhạc thành công về mặt chuyên môn và thương mại, bao gồm các album đề cử cho giải Cống hiến Hoàng hôn thức giấc (2005), Vút bay (2006), Trở lại (2008). Năm 2004, Mỹ Tâm tổ chức chương trình biểu diễn "Liveshow Ngày ấy & bây giờ", có mức kinh phí đầu tư lớn nhất tại Việt Nam lúc đó. Trong thập niên 2010, cô thực hiện chuyến lưu diễn "Heartbeat" và hành Tâm (2013), Tâm 9 (2017), liên tiếp gặt hái thành công thương mại. Bên cạnh việc tự sáng tác, cô còn hát các ca khúc của tác giả khác như "Tóc nâu môi trầm", "Họa mi tóc nâu", "Ước gì", "Hát với dòng sông", "Xích lô" hay "Cây đàn sinh viên".
Được mệnh danh là "nữ hoàng V-pop", nhiều tác giả và nhà báo trong nước lẫn quốc tế từng nhìn nhận Mỹ Tâm là một trong những nữ nghệ sĩ có ảnh hưởng lớn tại Việt Nam. Trong suốt sự nghiệp âm nhạc của mình, Mỹ Tâm giành được 5 giải Cống hiến, 1 giải Âm nhạc châu Âu của MTV, 11 lần liên tiếp nhận giải "Ca sĩ được yêu thích nhất" và 3 năm liên tiếp nhận giải "Gương mặt của năm" của Giải thưởng Làn Sóng Xanh. Tại sự kiện Top Asia Corporate Ball 2014 ở Kuala Lumpur, cô thắng giải "Huyền thoại Âm nhạc châu Á" và là "Nghệ sĩ có album bán chạy nhất lãnh thổ" do Liên đoàn Công nghiệp ghi âm quốc tế (IFPI) công nhận trong năm 2014. Cô xuất hiện trong danh sách "Top 50 Phụ nữ ảnh hưởng nhất Việt Nam" (2017) do tạp chí Forbes công bố. Cô còn là ca sĩ Việt Nam đầu tiên có một album lọt vào top 10 Billboard World Album vào tháng 1 năm 2018. Mỹ Tâm còn làm giám khảo cho các cuộc thi như Vietnam Idol: Thần tượng Âm nhạc Việt Nam (2012 – 13), Sao Mai điểm hẹn (2010), Giọng hát Việt (2015), góp mặt trong phim truyền hình Cho một tình yêu (2010). Năm 2019, cô lần đầu đạo diễn cho bộ phim điện ảnh đầu tay Chị trợ lý của anh.

## Album phòng thu
| Tựa đề                                                                                    | Thông tin                                                                                                 | Vị trí xếp hạng cao nhất | Doanh số            |
| Tựa đề                                                                                    | Thông tin                                                                                                 | Mỹ World                 | Doanh số            |
| ----------------------------------------------------------------------------------------- | --- | ------------------------ | ------------------- |
| Mãi yêu                                                                                   | - Phát hành: 12 Tháng 5 năm 2001 - Hãng đĩa: Hãng phim Phương Nam - Định dạng: CD                         | —                        | - Việt Nam: 54.000  |
| Đâu chỉ riêng em                                                                          | - Phát hành: 17 tháng 12 năm 2002 - Hãng đĩa: Hãng phim Phương Nam · Mỹ Tâm Production - Định dạng: CD    | —                        |                     |
| Ngày ấy và bây giờ                                                                        | - Phát hành: Tháng 6 năm 2003 - Hãng đĩa: Bến Thành Audio & Video · Mỹ Tâm Production - Định dạng: CD     | —                        | - Việt Nam: 100.000 |
| Hoàng hôn thức giấc                                                                       | - Phát hành: 24 tháng 4 năm 2005 - Hãng đĩa: Bến Thành Audio & Video · Mỹ Tâm Production - Định dạng: CD  | —                        | - Việt Nam: 20.000  |
| Vút bay                                                                                   | - Phát hành: 21 tháng 12 năm 2006 - Hãng đĩa: Bến Thành Audio & Video · Mỹ Tâm Production - Định dạng: CD | —                        | - Việt Nam: 15.000  |
| Trở lại                                                                                   | - Phát hành: 4 tháng 4 năm 2008 - Hãng đĩa: MT Entertainment - Định dạng: CD                              | —                        |                     |
| To the Beat                                                                               | - Phát hành: 1 tháng 9 năm 2008 - Hãng đĩa: MT Entertainment - Định dạng: CD                              | —                        |                     |
| Tâm                                                                                       | - Phát hành: 24 tháng 3 năm 2013 - Hãng đĩa: MT Entertainment - Định dạng: CD, tải nhạc số                | —                        | - Việt Nam: 10.000  |
| Tâm 9                                                                                     | - Phát hành: 3 tháng 12 năm 2017 - Hãng đĩa: MT Entertainment - Định dạng: CD, LP, streaming, tải nhạc    | 10                       | - Việt Nam: 50.000  |
| "—" cho biết album không lọt vào bảng xếp hạng hoặc không được phát hành tại khu vực này. | |                          |                     |

## Album tuyển tập
| Tựa đề                                         | Chi tiết album                                                                     |
| ---------------------------------------------- | ---------------------------------------------------------------------------------- |
| Những giai điệu của thời gian: Special Edition | - Phát hành: 11 tháng 4 năm 2010 - Hãng đĩa: MT Entertainment - Định dạng: DVD, CD |
| Bolero Edition                                 | - Phát hành: 2017 - Hãng đĩa: MT Entertainment - Định dạng: Tải nhạc, streaming    |

## Album nhạc phim
| Tựa đề             | Chi tiết album                                                                                 |
| ------------------ | ---------------------------------------------------------------------------------------------- |
| Cho một tình yêu   | - Phát hành: 8 tháng 9 năm 2011 - Hãng đĩa: MT Entertainment - Định dạng: CD, DVD              |
| Chị trợ lý của anh | - Phát hành: 26 tháng 5 năm 2019 - Hãng đĩa: MT Entertainment, Viết Tân Studio - Định dạng: CD |

## Đĩa đơn
| Tựa đề                    | Chi tiết đĩa đơn                                                                        |
| ------------------------- | --------------------------------------------------------------------------------------- |
| "Cây đàn sinh viên"       | - Phát hành: 4 tháng 3 năm 2002 - Hãng đĩa: Bến Thành Audio & Video - Định dạng: VCD    |
| "Hát với dòng sông"       | - Phát hành: 2002 - Hãng đĩa: Bến Thành Audio & Video - Định dạng: VCD                  |
| "Ban mai tình yêu"        | - Phát hành: 2002 - Hãng đĩa: Hãng phim Trẻ, Mỹ Tâm Production - Định dạng: CD          |
| "Cho một tình yêu"        | - Phát hành: 25 tháng 12 năm 2010 - Hãng đĩa: MT Entertainment - Định dạng: CD          |
| "Đánh thức bình minh"     | - Phát hành: 22 tháng 10 năm 2011 - Hãng đĩa: MT Entertainment - Định dạng: Tải nhạc số |
| "Sai"                     | - Phát hành: 14 tháng 2 năm 2012 - Hãng đĩa: MT Entertainment - Định dạng: Tải nhạc số  |
| "Chuyện như chưa bắt đầu" | - Phát hành: 2 tháng 6 năm 2012 - Hãng đĩa: MT Entertainment - Định dạng: Tải nhạc số   |
| "Trắng đen"               | - Phát hành: 8 tháng 11 năm 2012 - Hãng đĩa: MT Entertainment - Định dạng: Tải nhạc số  |
| "Em phải làm sao"         | - Phát hành: 2 tháng 12 năm 2013 - Hãng đĩa: MT Entertainment - Định dạng: Tải nhạc số  |

| Tựa đề                                     | Chi tiết đĩa đơn                                                                                |
| ------------------------------------------ | ----------------------------------------------------------------------------------------------- |
| "Về bên anh" (hợp tác cùng Wanbi Tuấn Anh) | - Phát hành: 10 tháng 7 năm 2014 - Hãng đĩa: MT Entertainment - Định dạng: Nghe nhạc trực tuyến |